# Velika pčela drvarica
Velika pčela drvarica (lat. Xylocopa valga) je vrsta insekta iz porodice pčela (Apidae). Najveća je vrsta iz grupe pčela drvarica na ovim prostorima, a samim tim i najveća evropska pčela. Takođe je autohtona na području azijskog kontinenta.

## Opis
Telo je dugo 20-27 mm, crno-plavo, prekriveno dlačicama, a krilia imaju tamnoplav do tamnoljubičast odsjaj. Za razliku od mužjaka crne pčele drvarice čije antene imaju nekoliko segmenata narandžaste boje, mužjaci ove vrste imaju antene koje su potpuno crne. Ženke prave gnezda tako što snažnim mandibulama formiraju tunele u mrtvom drvetu. Nakon parenja, koje se dešava u proleće, ženke jaja polažu unutar ćelija zajedno sa lopticom polena koja će poslužiti kao hrana za larvu. Na leto, izlaze odrasle jedinke koje će potom hibernirati tokom zime. Grupno prezimljavanje je karakteristično za ovu vrstu. Naime, pred zimu jedinke se zavlače u pogodne šupljine drveta, obronke i zaseke lesa, u stare zidove i slično. Na našim prostorima, ovo se dešava već u septembru. Ova vrsta nije agresivna i ubada samo ukoliko je primorana. 

## Rasprostranjenje
je vrsta pčele drvarice koja je rasprostranjenja na području zapadne, srednje i južne Evrope, Kavkaza, Srednjeg Istoka, Centralne Azije i Mongolije.
Zabeležena je na području sledećih država: Albanija, Austrija, Bosna i Hercegovina, Bugarska, Hrvatska, Češka, Francuska, Nemačka, Grčka, Mađarska, Italija, Severna Makedonija, Poljska, Rumunija, Srbija, Slovačka, Slovenija, Španija, Švajcarska i Ukrajina.
Na teritoriji Letonije i Litvanije se smatra izumrlom.